# Reventula
Reventula is een geslacht van hooiwagens uit de familie Samoidae.
De wetenschappelijke naam Reventula is voor het eerst geldig gepubliceerd door V. Silhavý in 1979. 

## Soorten
Reventula is monotypisch en omvat slechts de volgende soort:
- Reventula amabilis